# Angriffskrieg
Angriffskrieg bezeichnet die Anwendung von Gewalt durch einen Staat oder Staaten gegen einen anderen Staat, ohne dass der Angreifer (oder ein anderer verbündeter Staat) entweder von dem angegriffenen Staat vorher selbst angegriffen worden wäre, ein solcher Angriff unmittelbar bevorstünde oder der angegriffene Staat dem Angreifer den Krieg erklärt hätte oder Teile seines Territoriums besetzt hielte. Zur Definition eines Angriffskrieges gehört die Festlegung eines Angreifers; aus der Sicht des Angegriffenen handelt es sich um einen Verteidigungskrieg.
Im modernen Völkerrecht besteht ein grundsätzliches Verbot des Angriffskrieges. Die Meinung in Teilen der Rechtslehre, nach der ein Souverän ein Recht zur Kriegsführung habe, das ius ad bellum, wurde nach dem Ersten Weltkrieg endgültig verworfen. Schon in der frühen Neuzeit und insbesondere im 19. Jahrhundert war dieses vermeintliche „Recht zum Krieg“ heftig kritisiert und nur von einer Minderheit der Rechtstheoretiker ernsthaft behauptet worden: Während ein allgemeines positivrechtliches Verbot des Angriffskriegs erst im 20. Jahrhundert normiert wurde, liegen die Wurzeln dieses Verbots also – wie jüngste Forschungen gezeigt haben – im 19. Jahrhundert.
Nach den Koalitionskriegen, der Franzosenzeit und dem Wiener Kongress waren die fünf europäischen Großmächte bestrebt, ohne Kriege ein Mächtegleichgewicht zu bewahren.

## Völkerrechtliche Bestimmungen und Versuche zur Durchsetzung eines Kriegsverbots
Bereits vor Ausbruch des Zweiten Weltkriegs wurde der Angriffskrieg in verschiedenen Abkommen, Resolutionen, völkerrechtlichen Verträgen und Vertragsentwürfen für völkerrechtswidrig erklärt und zum Teil bereits als Verbrechen angesehen. Der Friedensvertrag von Versailles etwa verlangte in Art. 227, den ehemaligen Kaiser Wilhelm II. vor ein öffentliches Gericht zu stellen, weil er mit der Entfesselung eines Angriffskrieges gegen das Sittengesetz verstoßen habe. Das nie in Kraft getretene Genfer Protokoll von 1924 bezeichnete den Angriffskrieg in seiner Präambel als ein „internationales Verbrechen“, ebenso die Deklaration der Bundesversammlung des Völkerbundes vom 24. September 1927 und die Resolution der 6. Panamerikanischen Konferenz in Havanna vom 18. Juni 1928.
Mit dem Briand-Kellogg-Pakt von 1928 verzichteten die Unterzeichnerstaaten auf den Krieg als Instrument zur Durchsetzung nationaler Ziele. Streitfälle sollten nur auf friedlichem Weg beigelegt werden. Er ist nach wie vor in Kraft und bindet die 40 ratifizierenden Staaten bis heute. In Art. 2 der Charta der Vereinten Nationen findet sich darüber hinaus die Verpflichtung, nicht nur auf die Anwendung von Gewalt zu verzichten, sondern auch das Drohen damit. Die Generalversammlung der Vereinten Nationen hat den Angriffskrieg in Resolution 3314 zwar definiert, ihre Resolutionen sind völkerrechtlich jedoch nicht bindend.
Das Rom-Statut, Rechtsgrundlage des Internationalen Strafgerichtshofs, verbietet zwar Angriffskriege, gab aber in der Ursprungsfassung noch keine eigene Definition des Tatbestandes der Aggression. 
Dies wurde auf der 1. Überprüfungskonferenz in Kampala im Juni 2010 von den Vertragsstaaten im Konsens nachgeholt.
Gemäß Artikel 20(a) des Internationalen Pakts über bürgerliche und politische Rechte (ICCPR) soll auch Kriegspropaganda verboten werden.

## Rechtslage in Deutschland
Das Grundgesetz (GG) der Bundesrepublik Deutschland verbietet die Vorbereitung eines Angriffskrieges und stellt sie unter Strafe:
 (Art. 26 Abs. 1 GG)
Der in Ausführung des Art. 26 GG erlassene § 80 StGB lautete:
Tatbestandsmäßig war also nur die Vorbereitung eines Angriffskriegs mit Deutschland als Teilnehmer, wenn die konkrete Gefahr eines solchen Krieges auch tatsächlich drohte. Daher kamen als Täter praktisch nur Inhaber von Schlüsselstellungen staatlicher Macht in Betracht. Der Begriff des Angriffskriegs wurde im Gesetz nicht definiert und in der Rechtsprechung und Rechtswissenschaft als „völkerrechtswidrige bewaffnete Aggression“ aufgefasst. Da auch die Definition im Völkerrecht nicht eindeutig war, wurde teilweise bezweifelt, dass die Strafnorm dem Bestimmtheitsgrundsatz entsprach.
Zum 1. Januar 2017 wurde § 80 StGB durch § 13 Völkerstrafgesetzbuch (Verbrechen der Aggression) ersetzt.
Nach Art. 2 des Zwei-plus-Vier-Vertrages vom 12. September 1990 über die abschließende Regelung in Bezug auf Deutschland gilt mit Inkrafttreten am 15. März 1991 (Verbot des Angriffskrieges):

## Internationale Konflikte der Neuzeit
Italien erklärte im Mai 1915 Österreich-Ungarn den Krieg, um diverse Landstriche zu erobern (siehe Erster Weltkrieg #Kriegseintritt Italiens), obwohl Deutschland, Österreich-Ungarn und Italien seit 1882 den Dreibund, ein defensives Geheimbündnis, bildeten.
Wegen der völkerrechtlichen Ächtung ist oft versucht worden, einen Angriffskrieg als Verteidigungskrieg darzustellen oder zu konstruieren. So diente der Überfall auf den Sender Gleiwitz, den das NS-Regime Polen anlastete, als Vorwand für den deutschen Überfall auf Polen, den Beginn des Zweiten Weltkriegs. Analog warf das NS-Regime Belgien und den Niederlanden im Mai 1940 zum Beginn des Westfeldzuges vor, sie hätten „völlig einseitig die Kriegsgegner Deutschlands begünstigt und ihren Absichten Vorschub geleistet“.
Der Präventivschlag Israels zu Beginn des Sechstagekrieges (1967) ist der 
bislang einzige Fall, der nach vorherrschender Meinung als gerechtfertigte Verteidigung angesehen wird.
Allerdings ist auch hier ein Paradigmenwechsel zu beobachten. Es wurde nicht versucht, den Krieg der NATO gegen Rest-Jugoslawien als Verteidigungskrieg darzustellen noch mit dem bestehenden Völkerrecht zu begründen, sondern mit einer – der Nothilfe vergleichbaren – erweiterten Auslegung des humanitären Völkerrechts. Die humanitären Gründe wurden u. a. mit dem angeblichen Hufeisenplan begründet, der zu weiteren Vertreibungen durch die serbische Armee führen sollte, jedoch eine bloße geheimdienstliche Erfindung zur Schaffung eines casus belli war.
Der Angriff der „Koalition der Willigen“ unter Führung der Vereinigten Staaten von Amerika auf den Irak im Dritten Golfkrieg im Jahr 2003 (Irakkrieg) wurde von George W. Bush als Präventivkrieg zur „Abwehr einer drohenden Gefahr“ gerechtfertigt, da der Irak angeblich Massenvernichtungswaffen besitze. Im Irak wurden jedoch keine Massenvernichtungsmittel gefunden. Beim Irakkrieg handelte es sich nach Ansicht vieler Kritiker daher um keinen Präventivkrieg im Sinne der Vereinten Nationen (siehe dazu: Caroline-Kriterien), sondern vielmehr um einen völkerrechtswidrigen Angriffskrieg. Der ehemalige Generalsekretär der Vereinten Nationen, Kofi Annan, sah den Irakkrieg in einem BBC-Interview als illegal an. Die weitaus meisten Völkerrechtler und auch Historiker bestätigen Annans Auffassung: Nach Resolution 1441 wäre nur der Sicherheitsrat befugt gewesen, den materiellen Bruch der Auflagen durch den Irak festzustellen und die daraus folgenden ernsten Konsequenzen zu beschließen. Auch die früheren Resolutionen 678 (die 1991 erfüllt worden war) und 687 (die keine militärischen Konsequenzen androhte) boten ihrer Ansicht nach keine Rechtsbasis. Deshalb gilt der Irakkrieg wegen der Bestimmungen der UN-Charta und dem fehlenden UN-Mandat als völkerrechtswidriger, illegaler Angriffskrieg. Weil die Vereinigten Staaten den Internationalen Strafgerichtshof nicht anerkennen, sind juristische Konsequenzen nicht absehbar.
Mehrere Kriegshandlungen der Türkei in Nordsyrien, so die Türkische Militäroffensive auf Afrin 2018 und insbesondere die Türkische Militäroffensive in Nordsyrien 2019, wurden in jüngster Zeit hauptsächlich wegen fehlendem UN-Mandat ebenfalls als Angriffskriege eingeschätzt. Die türkische Führung bezeichnete diese Operationen als legale Selbstverteidigung gegen eine terroristische Bedrohung. Die Wissenschaftlichen Dienste des Deutschen Bundestages kamen hingegen zu dem Schluss, dass die Türkei dabei gegen Völkerrecht verstieß und sich zu Unrecht auf das Selbstverteidigungsrecht berief.
Im Krieg gegen die Ukraine verletzt die Russische Föderation seit der Besetzung der Krim im Februar 2014 gegenüber der Ukraine das völkerrechtliche Gewaltverbot nach Art. 2 Nr. 4 der Charta der Vereinten Nationen. Dies ist am treffendsten als Angriffskrieg zu bezeichnen. Spätestens seit dem russischen Überfall auf die Ukraine im Februar 2022 qualifizieren mehrere deutsche Gerichte im Rahmen der Beurteilung der Strafbarkeit der Verwendung des Militär- und Propagandazeichens Z das Geschehen als Angriffskrieg bzw. Verbrechen der Aggression im Sinne des § 13 VStGB (unter anderen das Hanseatische Oberlandesgericht).

## Verbrechen gegen den Frieden und Nürnberger Statut (1946)
Nachdem der Zweite Weltkrieg beendet und das NS-Regime untergegangen war, wurden in den Nürnberger Prozessen die deutschen Hauptkriegsverbrecher abgeurteilt. Drei Gruppen von Delikten wurden ihnen vorgeworfen, darunter Verbrechen gegen den Frieden. Alle drei setzten Maßstäbe für die Weiterentwicklung des Völkerstrafrechts. Artikel 6a des Statuts des Nürnberger Internationalen Militärgerichtshofs der Alliierten verwendete folgende Definition:

„Verbrechen gegen den Frieden: nämlich: Planen, Vorbereiten, Einleiten oder Durchführung eines Angriffskrieges oder eines Krieges unter Verletzung internationaler Verträge, Abkommen oder Zusicherungen oder Beteiligung an einem gemeinsamen Plan oder an einer Verschwörung zur Ausführung einer der vorgenannten Handlungen.“

Bei der Vorbereitung der Nürnberger Prozesse war die Strafbarkeit von Angriffskriegen der hauptsächliche Streitpunkt zwischen den Alliierten. Eine Einigung mit der Sowjetunion kam erst zustande, nachdem eine beschränkende Klausel in den Einleitungssatz des Artikels 6 aufgenommen worden, der explizit nur die Staaten der europäischen Achsenmächte in Betracht zog.

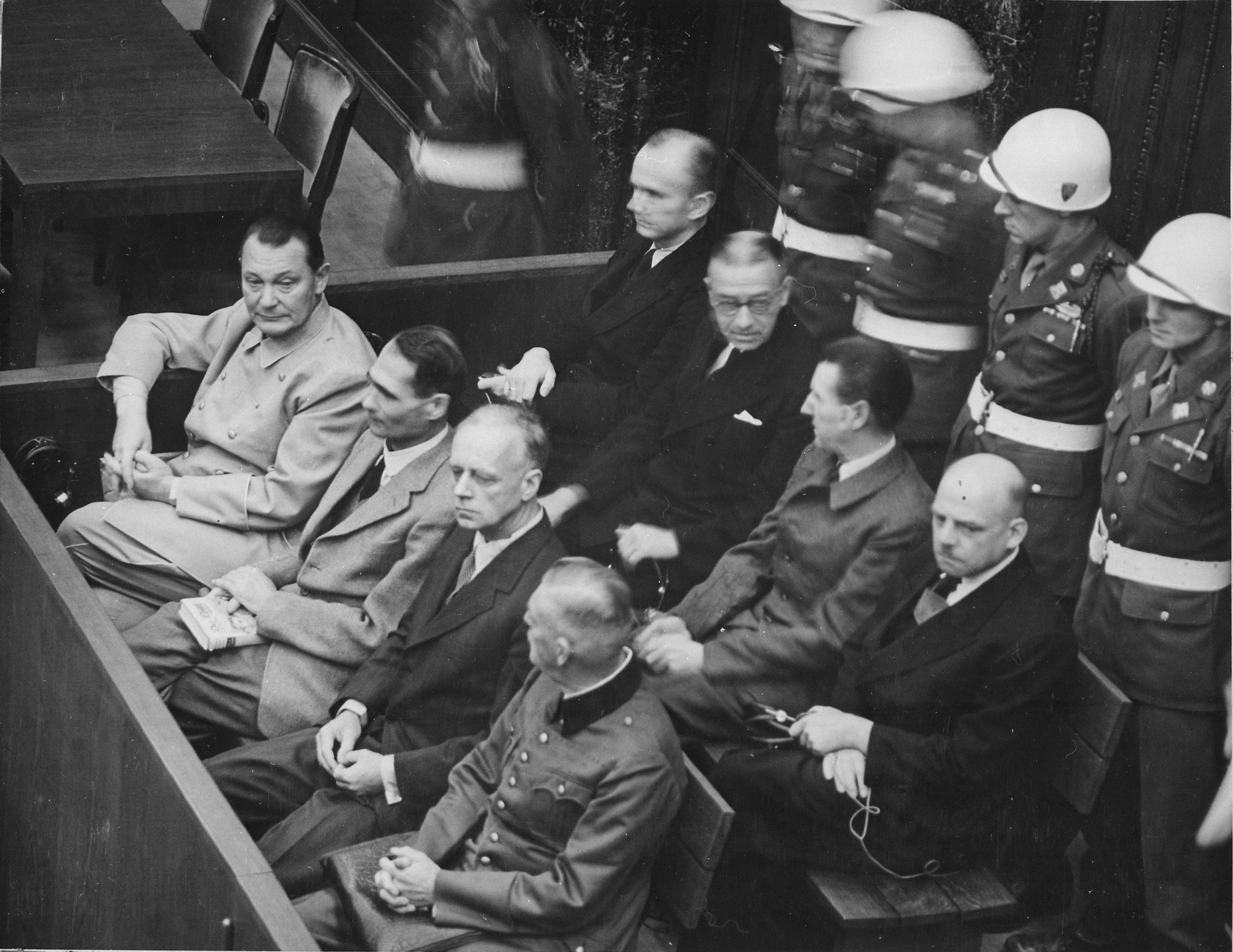
Auf der Anklagebank beim Nürnberger Kriegsverbrecherprozess: Göring, Heß, von Ribbentrop, Keitel (vorne), Dönitz, Raeder, von Schirach und Sauckel (dahinter), Nürnberg

Die Nürnberger Prozesse stützen sich bei der Anklage wegen Verbrechen gegen den Frieden auf das Londoner Statut. Im Urteil vom 1. Oktober 1946 entschieden die Richter, dass „der Krieg völkerrechtswidrig ist“ aufgrund des Vertrags von Paris vom 27. August 1928, genannt Briand-Kellogg-Pakt. Neu am Nürnberger Statut war nicht, dass Angriffskriege geächtet waren. Neu war die Strafbarkeit. Vorher waren nicht Individuen, sondern lediglich Staaten nach Maßgabe ihrer internationalen Verträge zur Unterlassung von Angriffshandlungen verpflichtet. Im Nürnberger Prozess gegen die Hauptkriegsverbrecher wurde diese individuelle strafrechtliche Verantwortlichkeit von den Verteidigern der Angeklagten bestritten, weil in diesem Pakt keine strafrechtlichen Bestimmungen enthalten waren. Daher warfen sie dem Gericht Siegerjustiz vor. Auch ähnlich gesinnte Juristen vertraten diese Ansicht. Der Gerichtshof wies diese zentralen Argumente der Verteidigung zurück:
Er verwies darauf, dass in der Vergangenheit auch die Haager Landkriegsordnung und andere internationale Bestimmungen als Grundlage für die Bestrafung Einzelner herangezogen wurden, obwohl sie dazu keine Bestimmungen enthielten. Entsprechend dieser Vorgehensweise bei der Haager Landkriegsordnung werde nun der Briand-Kellogg-Pakt Grundlage für die Bestrafung.
Im rechtswissenschaftlichen Fachdiskurs wird die Rechtsgrundlage des Urteils problematisiert, da der Briand-Kellogg-Pakt zwar Angriffskriege für völkerrechtswidrig erklärte, Verstöße aber nicht pönalisiert habe: Weder sei die Strafbarkeit von Angriffskriegen explizit formuliert noch eine Strafnorm festgelegt worden. Auch fehlten in diesem Pakt trennscharfe Definitionen für Angriffs- und Verteidigungskrieg. Der Historiker Andreas Toppe ist der Ansicht, dass sich „eine völkerrechtliche Strafbarkeit des Führens von Angriffskriegen auf rechtspositivistischer und gewohnheitsrechtlicher Grundlage nicht begründen“ lasse. Der Rechtswissenschaftler Otto Kimminich vertritt dagegen die Ansicht, dass das Recht auf Selbstverteidigung, das der Briand-Kellogg-Pakt einem angegriffenen Staat beließ, die Strafbarkeit des Angriffskriegs voraussetze, denn Notwehr und Nothilfe könne es nur gegen strafbare Handlungen geben. Laut Gerhard Werle galten im Kriegsvölkerrecht zudem schwere Verstöße schon immer als strafbar, auch wenn sie vorher nicht explizit pönalisiert worden waren.
Das Nürnberger Urteil gilt inzwischen als juristischer Präzedenzfall für die Beurteilung von Angriffskriegen.